# Бичичі
Бичичі (хорв. Bičići) — населений пункт у Хорватії, в Істрійській жупанії у складі громади Барбан.

## Населення
Населення за даними перепису 2011 року становило 69 осіб.
Динаміка чисельності населення поселення:

## Клімат
Середня річна температура становить 13,13 °C, середня максимальна – 27,14 °C, а середня мінімальна – -1,32 °C. Середня річна кількість опадів – 921 мм.
| Клімат поселення                              | Клімат поселення | Клімат поселення | Клімат поселення | Клімат поселення | Клімат поселення | Клімат поселення | Клімат поселення | Клімат поселення | Клімат поселення | Клімат поселення | Клімат поселення | Клімат поселення | Клімат поселення |
| Показник                                      | Січ.             | Лют.             | Бер.             | Квіт.            | Трав.            | Черв.            | Лип.             | Серп.            | Вер.             | Жовт.            | Лист.            | Груд.            |                  |
| Середній максимум, °C                         | 9,95             | 10,66            | 13,36            | 16,98            | 22,17            | 26,44            | 27,14            | 26,96            | 22,14            | 17,47            | 12,47            | 9,54             |                  |
| Середня температура, °C                       | 4,32             | 5,02             | 7,72             | 11,34            | 16,53            | 20,79            | 23,16            | 22,96            | 18,16            | 13,49            | 8,49             | 5,56             |                  |
| Середній мінімум, °C                          | −1,32            | −0,62            | 2,11             | 5,70             | 10,89            | 15,16            | 19,17            | 19,00            | 14,17            | 9,50             | 4,50             | 1,57             |                  |
| Норма опадів, мм                              | 72               | 59               | 66               | 73               | 63               | 73               | 52               | 77               | 84               | 104              | 113              | 85               |                  |
| Середньомісячна швидкість вітру, м/с          | 2.46             | 2.72             | 2.84             | 2.76             | 2.48             | 2.37             | 2.35             | 2.33             | 2.38             | 2.59             | 2.75             | 2.68             |                  |
| Середньомісячна сонячна радіація, кДж/м²·день | 4556             | 7451             | 10786            | 15281            | 19567            | 21298            | 22164            | 19222            | 14194            | 9228             | 4989             | 3882             |                  |
| --------------------------------------------- | ---------------- | ---------------- | ---------------- | ---------------- | ---------------- | ---------------- | ---------------- | ---------------- | ---------------- | ---------------- | ---------------- | ---------------- | ---------------- |
| Джерело:                                      |                  |                  |                  |                  |                  |                  |                  |                  |                  |                  |                  |                  |                  |